# Helblindi
Nella mitologia nordica, Helblindi (probabilmente rendibile come "che si sottrae alla morte (Hel)") è uno jötunn, fratello di Loki e Býleistr, e più volte nominato come figlio di Laufey, e forse, il figlio di suo marito, Fárbauti ("attaccante crudele").
Sebbene non sia attestato direttamente da nessuna fonte originale, gli studiosi hanno considerato Helblindi figlio di Fárbauti. Tuttavia, il suo esatto ruolo nell'antico complesso mitico che circonda la famiglia di Loki rimane poco chiaro.